# Mediakraft Networks
Die Mediakraft Networks GmbH war eine 2011 von Christoph Krachten gegründete Agentur zur Vermarktung von Online-Inhalten und nannte sich selbst ein Multi-Channel-Network. Den größten Umsatz machte das Unternehmen mit der Vermarktung von YouTube-Influencern. Das Unternehmen hatte Büros in Köln, Berlin, Warschau und Istanbul. Ab 2017 gehörte Mediakraft dem Onlinespiele-Vermarkter gamigo. 2019 machte das Unternehmen einen Umsatz von 23,1 Millionen Euro.

## Geschichte
Mediakraft Networks wurde am 1. September 2011 mit der Idee gegründet, Inhalte von YouTube-Künstlern in ein Vermarktungsportal auf Youtube zu bringen. Es galt 2014 als eines der größten deutschen Multi-Channel-Networks (MCN). Im August 2012 stieg der frühere Endemol-Chef Ynon Kreiz bei Mediakraft Networks als Gesellschafter ein.
Im Oktober 2012 startete Mediakraft Networks Ponk, den ersten von 13 in Deutschland bestehenden YouTube-Originalkanälen.
Im Dezember 2012 investierte Shortcut Ventures eine siebenstellige Summe in das Unternehmen.
2013 startete Mediakraft internationale Ableger in den Niederlanden, Polen und der Türkei. Im Sommer desselben Jahres startete Mediakraft mehrere neue Formate, unter anderem auch das erste tägliche Nachrichtenmagazin auf YouTube Was Geht Ab!?, das bis Oktober 2015 produziert wurde.
Am 10. Juli 2014 gab Mediakraft bekannt, von verschiedenen Investoren insgesamt 30 Millionen Euro (23 Millionen US-Dollar) Kapital erhalten zu haben.  Zu den Investoren gehörte auch die Kölner Mediengruppe M. DuMont Schauberg, die sich über zwei Venture-Capitalfonds an Mediakraft Networks beteiligte. Für das Jahr 2014 wies Mediakraft eine Bilanzsumme von knapp 5 Millionen Euro aus und beschäftigte 150 Festangestellte.
Das Jahr 2014 war zugleich stark von Konflikten mit einigen wichtigen YouTubern geprägt. Im Oktober 2014 hatte YouTube-Star LeFloid seine Trennung von Mediakraft angekündigt und mit anderen YouTubern den Verein 301+ gegründet. Im Dezember 2014 teilte der YouTuber Simon Unge unter starker Medienbeachtung mit, dass er das Netzwerk verlassen werde.
Im Januar 2015 verließ Mediakraft-Mitgründer Christoph Krachten aufgrund von „unterschiedlichen Auffassungen über die strategische Ausrichtung“ die Geschäftsführung. Seine Aufgaben übernahmen Levent Gültan und Spartacus Olsson, Krachten blieb aber zunächst Gesellschafter und hielt weiterhin über 16 % der Anteile. Am 20. März 2015 gab das Unternehmen bekannt, dass Boris Bolz, ehemaliger Geschäftsführer von Red Bull Deutschland, die Geschäftsführung von Mediakraft Networks verstärken wird. Im Dezember 2015 erreichten die Programme des Unternehmens erstmals 600 Millionen Views im Monat und im Vergleich zum vorangegangenen Quartal das höchste Umsatzwachstum seit der Gründung im Jahr 2011.
Am 3. März 2016 gab das Unternehmen den Wechsel von Mitgründer und CEO Spartacus Olsson in den Aufsichtsrat bekannt. Nach dem Wechsel von Boris Bolz zu Super RTL lag die Geschäftsführung bei Constantin Stammen und Levent Gültan.
Am 6. Juli 2017 wurde das Unternehmen vom Spiele-Publisher gamigo übernommen. Constantin Stammen, der den Verkauf noch eingeleitet hatte, wurde als Geschäftsführer abgelöst. Im Februar 2018 gab das Unternehmen bekannt, dass neben Mediakraft Türkye Mitgründer Levent Gültan der gamigo CEO Remco Westermann zum weiteren Geschäftsführer berufen worden war. Die Positionierung von Mediakraft wurde neu formuliert als Experte für Online-Video und Social-Media-Marketing für Werbekunden.
Seit Oktober 2020 sind CEO Remco Westermann und Geschäftsführer Stefan Rascher durch Jens Knauber (COO von gamigo) und Thomas Kothuis abgelöst worden, welche nun beide als Geschäftsführer fungieren.
Im Dezember 2021 teilte das Unternehmen via Homepage mit, dass Mediakraft den Betrieb einstellen wird.

## Konzept
Mediakraft Networks galt als Vollprogramm-Netzwerk, das seinen Vertragspartnern Dienstleistungen wie Reichweitenvergrößerung, Produktion, Vermarktung und technische Unterstützung anbot. Insgesamt gehörten zu den verschiedenen Netzwerken von Mediakraft Networks zeitweise mehr als 2600 Kanäle, die zusammen mehr als 16 Millionen einzelne Zuschauer erreicht haben sollen. Während dieser Zeit vereinbarte das Unternehmen Exklusivverträge mit zahlreichen bekannten YouTubern wie Y-Titty, Freshtorge, Bullshit TV, iBlali, LeFloid, Simon Unge, ApeCrime, Taddl und Die Lochis.
Das Mediakraft-Netzwerk war gegliedert in fünf Subnetzwerke:
- ComedyNet, das fokussiert war auf Unterhaltungsinhalte und Partner wie Y-Titty, ApeCrime, Die Lochis uvm. beheimatete. Darüber hinaus produzierte es eigene Channels wie Ponk. Es machte den größten Anteil an den erreichten Viewzahlen des Unternehmens. Geführt wurde es zuletzt von Stefan Erpelding, der auch schon Videoproduktionen für verschiedene Künstler des Netzwerks (u. a. Y-Titty, ApeCrime, Ponk und Die Lochis) verantwortete.
- Magnolia, das Beauty- und Lifestyleinhalte bündelte und mit Magnolias on Tour einen eigenen Channel betrieb.[35]
- TIN, was für This Is News steht und sich entsprechend mit nachrichtenähnlichen Inhalten, sowie Informationsinhalten befasste. Neben den eigens produzierten Kanälen wie Was geht ab!?[36] oder Techscalibur[37] waren auch Künstler wie LeFloid Teil von TIN. Es wurde geführt von Philipp Steuer, der auch selbst mit seinem Kanal Teil von TIN war.
- Plexus, das Gamingnetwork von Mediakraft, das zeitweise Partner wie Dner (Felix von der Laden), Unge uvm. unter Vertrag hatte. Das Gamingnetzwerk wurde von Oğuz Yılmaz geführt.
- Gemeinsam mit der Athletia Sports[38] betrieb Mediakraft zeitweise ein gemeinsames Sportnetzwerk.

Das Geschäftsmodell der Vermarktung von YouTubern erfüllte jedoch letztlich trotz enormer Steigerung der Reichweiten nicht die wirtschaftlichen Erwartungen. In der Folge konzentrierte sich Mediakraft nicht mehr ausschließlich auf die Vermarktung seiner Partner, sondern verlagerte sich zunehmend auf die Konzeption und Umsetzung von Online-Video-Kampagnen. Auf diese Weise setzte Mediakraft die Erfahrung mit der Produktion von YouTube-Content für kommerzielle Auftrags-Produktionen ein. So entstand in Kooperation mit der Warenhauskette Saturn der Technik-Kanal Turn On (früher Techlab). 2018 starteten das Gemeinschaftswerk der Evangelischen Publizistik (GEP) und die Arbeitsgemeinschaft der Evangelischen Jugend (AEJ) einen YouTube-Kanal mit Unterstützung von Mediakraft.
Ein weiteres kommerzielles Standbein schuf Mediakraft mit der Produktion eigener Kanäle wie das Film-Magazin DieFilmfabrik und den englischsprachigen Dokumentations-Kanal The Great War.

## Kooperationen

### Constantin Film
Im Juni 2013 gaben Mediakraft Networks und das deutsche Filmunternehmen Constantin Film eine weitreichende Zusammenarbeit bekannt, die Promotion, Vertrieb, kreative Kooperation und Produktschutz umfassen soll.
Mit der Kooperation stelle sich Constantin auf veränderte Sehgewohnheiten und neue Nutzungssituationen bei mobilen Endgeräten ein.
Die Medien-Allianz war im November 2013 auch Thema beim Film- und Kinokongress der Film- und Medienstiftung NRW in Köln.

### British Pathé
Im April 2014 wurde bekannt, dass das British-Pathé-Archiv gemeinsam mit Mediakraft seine gesamte Sammlung von rund 80.000 Filmen und Audio-Dateien mit historischen Aufnahmen auf die Plattform YouTube stellen will. Seit dem 100. Jahrestag des Beginns des Ersten Weltkriegs werden auf dem YouTube-Kanal Der Erste Weltkrieg wöchentlich in einer Sendung die Aufnahmen aus den Jahren 1914 bis 1918 analog zum damaligen Geschehen aufbereitet und von Christoph Krachten präsentiert. Der Kanal existiert in deutscher, englischer und polnischer Sprache. Der deutschsprachige Kanal wurde nach einem Jahr eingestellt. Ein weiterer Geschichtskanal als Ergebnis dieser Kooperation ist Blast from the Past.

### Exaring
Im August 2017 kündigten Mediakraft Networks und Exaring auf der IFA in Berlin die Verfügbarkeit von Mediakraft Eigenproduktionen auf der IP-TV-Plattform Waipu.tv an.

## Kritik

### Konflikte mit YouTubern
Im Dezember 2014 teilte der YouTuber Unge in einem Video mit, dass er seinen Hauptkanal Ungespielt und seinen Vlog-Kanal Ungefilmt im Mediakraft-Netzwerk aufgeben werde. Er kritisierte mangelhafte Unterstützung durch Mediakraft und warf dem Unternehmen undurchsichtige und unfaire Vertragsbedingungen, Zahlungsausstände und Löschungen von Videos vor. Das Video löste enorme Resonanz in den sozialen Netzwerken aus.
Mediakraft wies die Vorwürfe zurück.

### Vorwurf der Schleichwerbung
Im März 2014 berichtete die Sendung Report Mainz über Fälle von Produktplatzierung und redaktionell integrierter Werbung ohne ausreichende Kennzeichnung in von Mediakraft betreuten Kanälen.
Mediakraft wies die Vorwürfe zurück.
Die zuständige Bezirksregierung Mittelfranken prüfte die Vorwürfe, ohne ein Verfahren gegen Mediakraft oder den betroffenen Kanal Y-Titty eingeleitet zu haben. Mediakraft erklärte, das Unternehmen sei auf Werbeeinnahmen angewiesen und mache werbliche Inhalte für die Nutzer kenntlich. In der Folge kooperierte Mediakraft mit den Landesmedienanstalten, um Branchen-Standards zur Kennzeichnung von Produktplatzierungen auf YouTube und anderen Social-Media-Plattformen zu etablieren.